# Suflé

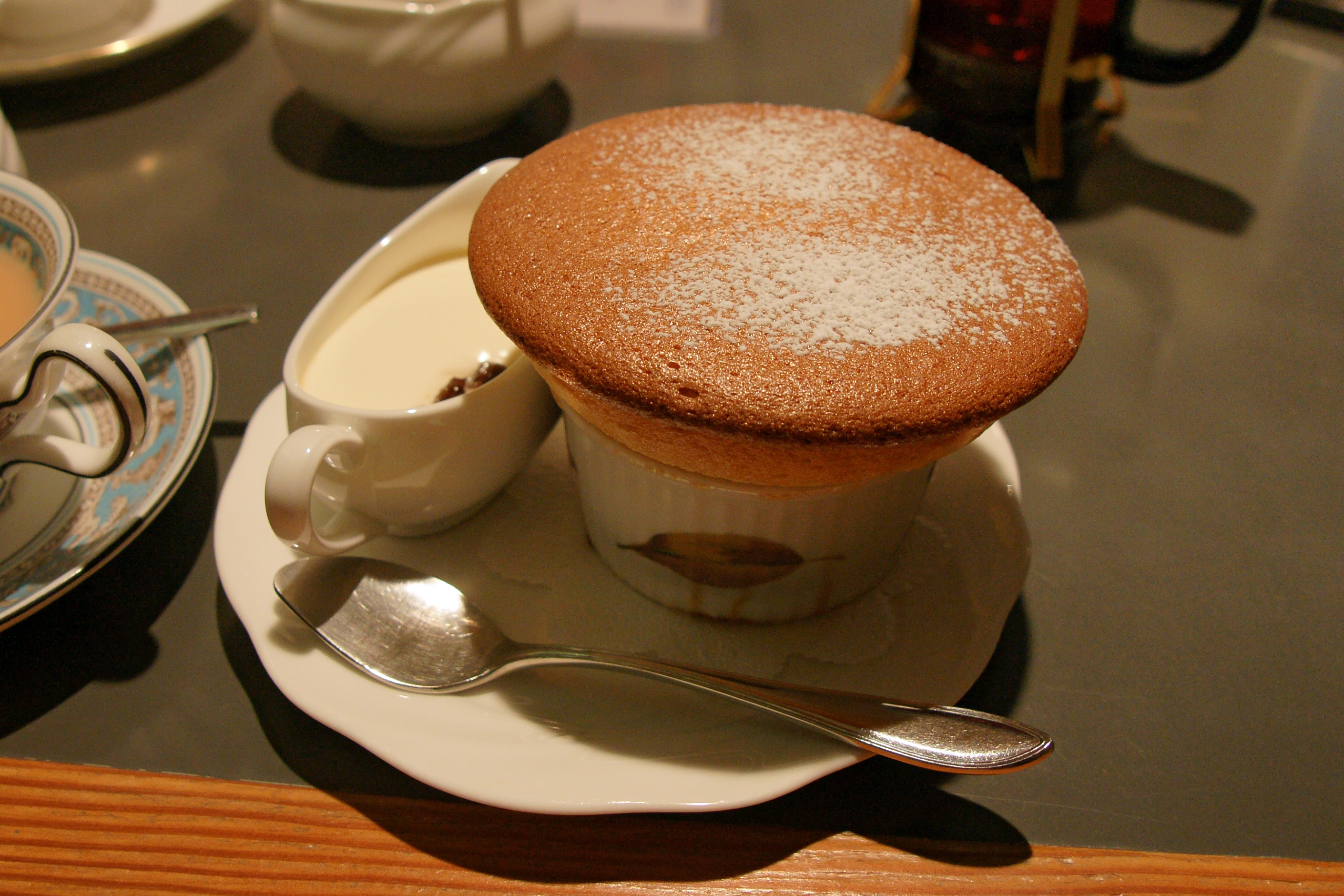
Suflé, neznámá restaurace v kjótské městské části Higašijama

Suflé (francouzsky soufflé) je kulinářská specialita, která při přípravě v troubě zvětší svůj objem. Jednou z hlavních ingrediencí jsou obvykle našlehané vaječné bílky. Podává se ihned po dokončení.
Je možné jej péct se slanou i sladkou příchutí, v případě slané verze se jako základ často používá bešamel. Do suflé se vkládá rozmanité množství ingrediencí – ovoce, zelenina, ryby, sýry, čokoláda, likéry a další, strukturu může mít jak pudinkovou, tak křehkou, s více propečeným těstem. Můžeme ho podávat jako předkrm, hlavní chod i dezert.

## Historie
Pokrmy podobné dnešnímu suflé se připravovaly již v 17. století, když francouzští cukráři zaznamenali, že těsto obsahující vaječné bílky během pečení nabude. První zmínka o novodobém suflé je z první poloviny 18. století, kdy ho připravoval francouzský kuchař Vincent La Chapelle, s úspěchem ho pekl i Marie-Antoine Carême ve století devatenáctém.

## Příprava
Navzdory očekávání není nějak zvlášť náročné na přípravu a může ho připravovat i laik se základní úrovní kuchařských znalostí. Obtížněji se ale vyšlehává pěna z bílků. Je nutné, aby vejce měla pokojovou teplotu, ideální je použít kovovou mísu a dát pozor, aby se nepřešlehaly – jsou hotové, když drží tvar na pracovním nástroji. Suflé se doporučuje péct v rozmezí 200 až 232 °C.

## Varianty suflé

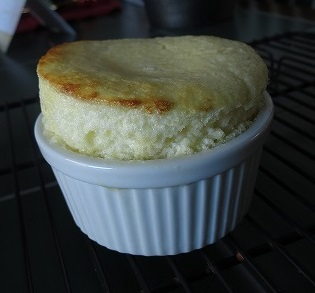
Citrónové suflé
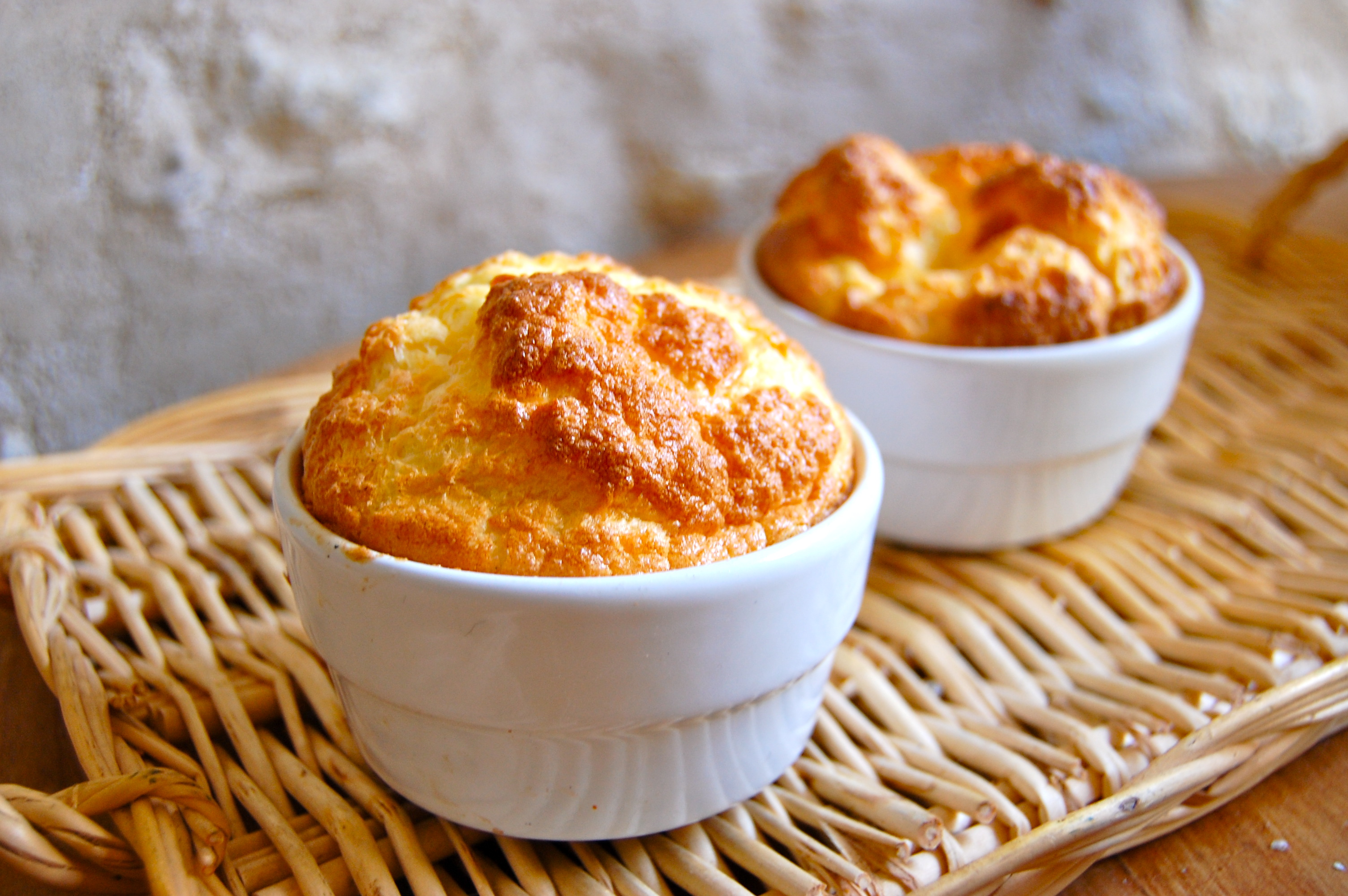
Sýrové suflé
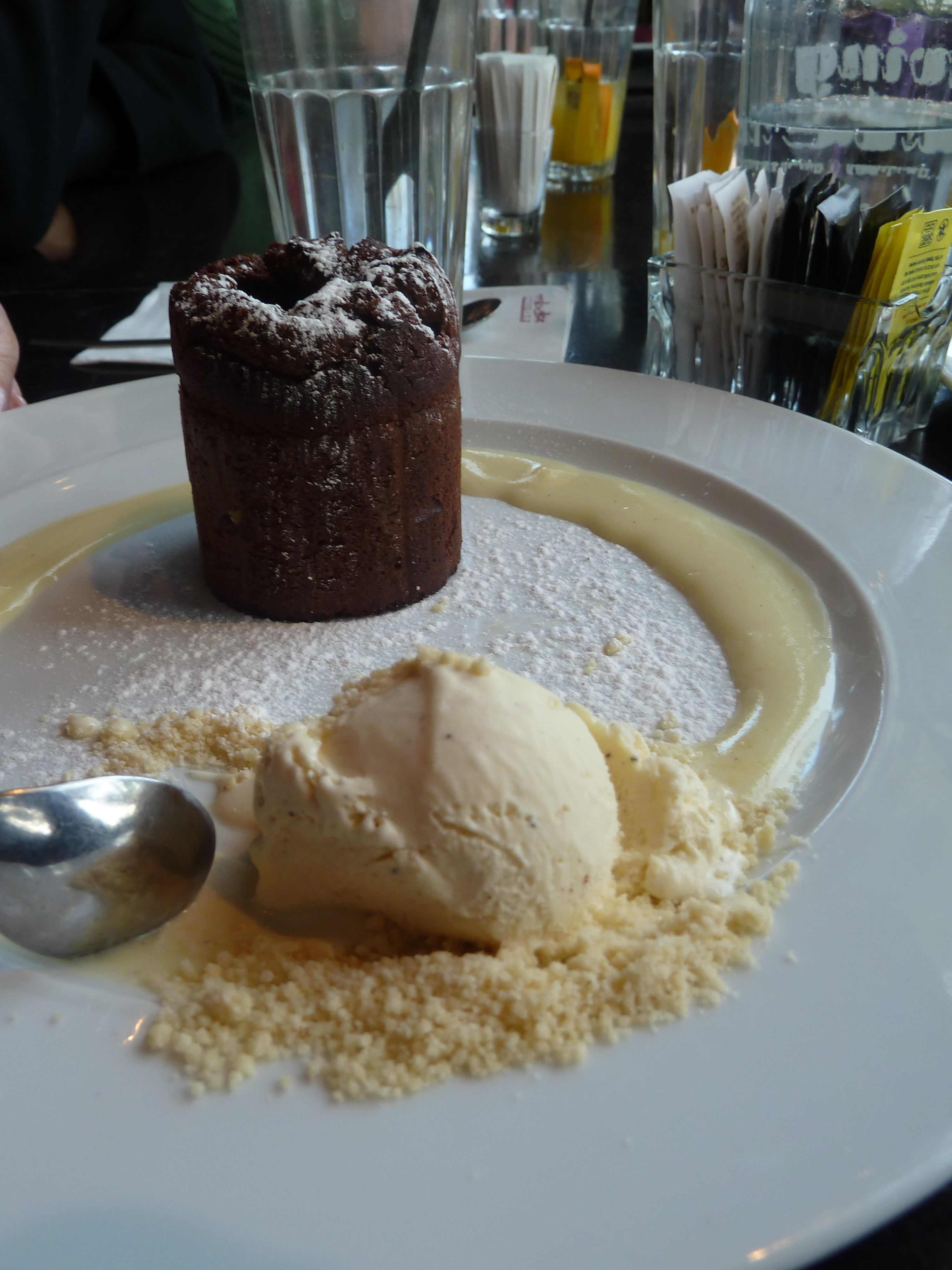
Suflé podávané se zmrzlinou
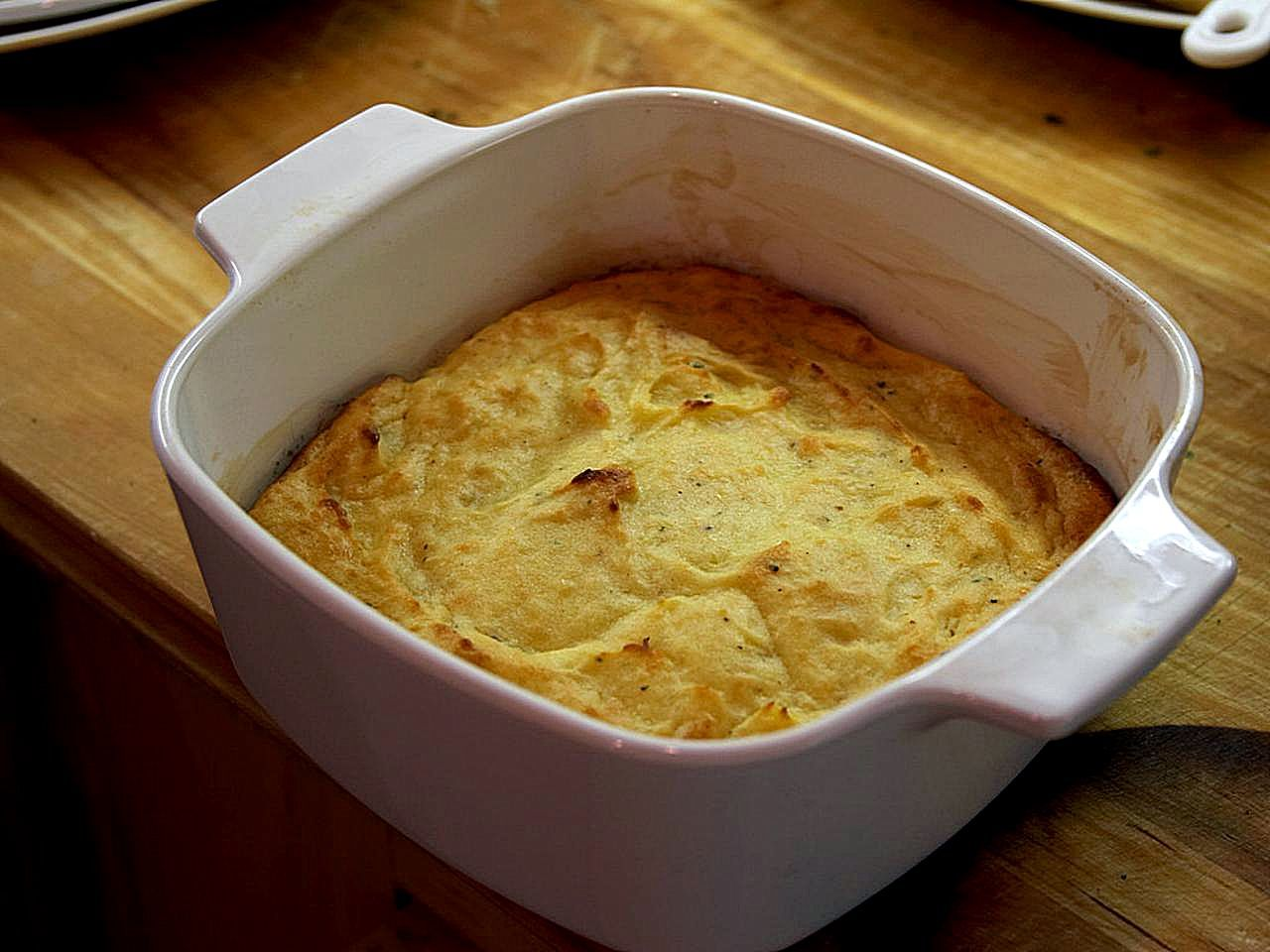
Batátové suflé